# Vladimir Kolokoltsev
Pour les articles homonymes, voir Kolokoltsev.
Vladimir Alexandrovitch Kolokoltsev (en russe : Владимир Александрович Колокольцев), né le 11 mai 1961 à Nijni Lomov, dans l'oblast de Penza, est un homme politique russe, ministre de l’Intérieur de la fédération de Russie depuis le 21 mai 2012, jour où il a intégré le gouvernement de Dmitri Medvedev. Avant cela, V. Kolokoltsev avait d’abord été chef de la police de Moscou (7 septembre 2009 - 24 mars 2011) puis chef du département central du ministère de l’Intérieur pour la ville de Moscou (24 mars 2011 - 21 mai 2012). Il détient également le grade de lieutenant-général, distinction qui lui a été remise le 7 février 2011. Il est membre non-permanent du Conseil de sécurité.

## Biographie
Issu d’une famille d’ouvriers, Vladimir Kolokoltsev travaille comme manutentionnaire dans l’usine « Vlast Trouda » (Власть труда). En 1980, il part effectuer son service militaire à la frontière soviéto-afghane.
En 1982, il entre dans les structures du ministère de l’Intérieur, au sein de l’unité de protection des personnalités diplomatiques en représentation à Moscou. Après deux ans de service, Vladimir Kolokoltsev est nommé commandant du bataillon séparé de patrouille du comité exécutif du district Gagarinski à Moscou.
En 1985, il intègre l’Institut militaire de Léningrad (aujourd'hui Saint-Pétersbourg), dont il sort diplômé en 1989. Après être revenu à Moscou, il rejoint les services de police au sein du département d’Enquête criminelle pour le district Kountchevski à Moscou. Après quoi, il est nommé au poste de chef adjoint du commissariat de police n° 20 à Moscou, puis chef du commissariat de police n° 8.
En 1992, il est muté à la police judiciaire du ministère de l’Intérieur à Moscou, où il occupe les fonctions d’enquêteur principal de la deuxième unité. Début 1993, il est nommé chef du commissariat de police n° 108 à Moscou. Deux ans plus tard, il est promu au poste de chef de division d’Enquête criminelle au sein du quartier central du ministère de l’Intérieur de Moscou.
En 1997, il est engagé par le ministère de l’Intérieur de la fédération de Russie, au poste de chef de la section régionale n°4 de prévention du crime organisé. En deux ans, Vladimir Kolokoltsev parvient au poste de chef du bureau régional opérationnel de recherche au département de lutte contre le crime organisé du ministère de l’Intérieur de Russie pour la région administrative du Sud-Est de Moscou. En janvier 2007, il est nommé chef du département des affaires intérieures de la région d’Orlov. À ce poste, M. Kolokoltsev rencontre les vice-gouverneurs Vitali Kotchouïev et Igor Sochnikov ainsi que les plus hauts cadres de l’administration de la région. En avril 2009, il devient chef du Département de police judiciaire du ministère de l’Intérieur de Russie. Puis, quelques mois plus tard, par (un) décret présidentiel, Vladimir Kolokoltsev devient chef de la Police de Moscou, et remplace ainsi Vladminir Pronine dont les mérites et la légitimité avaient été remis en question à la suite de divers incidents. En 2010, un nouveau décret présidentiel accorde à Kolokolstev le rang spécial de « général lieutenant de Milice ». En 2011, après réévaluation du président russe, Kololkoltsev se voit attribuer le grade de « lieutenant-général de police », ainsi que le poste de chef du département central du ministère de l’Intérieur pour la ville de Moscou. Le 21 mai 2012, Vladimir Kolokoltsev rejoint le gouvernement Medvedev au poste de ministre de l’Intérieur.
Il démisionne le 15 janvier 2020, en tant que membre du cabinet, après que le Président Vladimir Poutine prononce son message à l'Assemblée fédérale, dans lequel il propose plusieurs amendements à la constitution. Vladmir Kolokoltsev est réinstallé le 21 janvier 2020.

## Sanctions
En avril 2018, les États-Unis lui imposent des sanctions (interdiction d'entrée du territoire et gel des avoirs éventuels), ainsi qu'à vingt-trois personnalités russes,.
Dans le contexte de l'invasion de l'Ukraine par la Russie en 2022, le Bureau de contrôle des actifs étrangers des États-Unis le sanctionne le 6 avril 2022 par l'ordre exécutif n° 14024.